# Salar (Grenada)
Salar – gmina w Hiszpanii, w prowincji Grenada, w Andaluzji, o powierzchni 84,35 km². W 2011 roku gmina liczyła 2758 mieszkańców. El Salar znajduje się na zachodzie Granady.